# Кірсанов Сергій Петрович
Сергій Петрович Кірсанов (1910, місто Харків — ?) — радянський діяч, голова Севастопольського міськвиконкому.

## Біографія
Народився в селянській родині.
У 1921—1927 роках — пастух, учень і підручний пекаря. У 1927—1931 роках — токар на збройовому заводі в місті Тулі.
У 1933 році закінчив робітничий факультет, у 1939 році — Тульський механічний інститут, інженер-механік.
Член ВКП(б) з 1937 року.
У 1939—1945 роках — начальник цеху, механік, заступник головного інженера на декількох оборонних підприємствах.
У 1945—1947 роках — заступник секретаря Тульського обласного комітету ВКП(б). З 1947 року — на керівній радянській і партійній роботі.
З листопада 1954 по березень 1957 року — 1-й заступник голови виконавчого комітету Севастопольської міської ради депутатів трудящих.
9 березня 1957 — 1963 року — голова виконавчого комітету Севастопольської міської ради депутатів трудящих.
Подальша доля невідома.